# سیارک ۱۱۳۳۹
سیارک ۱۱۳۳۹ (به انگلیسی: 11339 Orlik، نامگذاری:1996VM5) یازده هزار و سیصد و سی و نهمین سیارک کشف شده‌است که در ۱۳ نوامبر ۱۹۹۶ کشف شد.
قدر مطلق سیارک برابر ۱۴٫۷۰ است.